# 884
| 884                |
| ------------------ |
| Dødsfald - Fødsler |
|                    |

| Gregoriansk kalender | 884 DCCCLXXXIV          |
| Ab urbe condita      | 1637                    |
| Armensk kalender     | 333 ԹՎ ՅԼԳ              |
| Kinesiske kalender   | 3580 – 3581 癸卯 – 甲辰 |
| Etiopisk kalender    | 876 – 877               |
| Jødisk kalender      | 4644 – 4645             |
| Hindukalendere       |                         |
| - Vikram Samvat      | 939 – 940               |
| - Shaka Samvat       | 806 – 807               |
| - Kali Yuga          | 3985 – 3986             |
| Iransk kalender      | 262 – 263               |
| Islamisk kalender    | 270 – 271               |

Se også 884 (tal)